# Ionela Loaieș
Ionela Loaieș född den 1 februari 1979 i Comănești, Rumänien, är en rumänsk gymnast.
Hon tog OS-brons i lagmångkampen i samband med de olympiska gymnastiktävlingarna 1996 i Atlanta.